# Râm Mohan Roy
Pour les articles homonymes, voir Roy et RAM.
 (juin 2010).
Si vous disposez d'ouvrages ou d'articles de référence ou si vous connaissez des sites web de qualité traitant du thème abordé ici, merci de compléter l'article en donnant les références utiles à sa vérifiabilité et en les liant à la section « Notes et références ».
Râm Mohan Roy (Radhanagore, près de Calcutta, Bengale-Occidental, 22 mai 1772 - Stapleton, près de Bristol, 27 septembre 1833) est le fondateur du Brahmo Samaj, un des premiers mouvements de réforme de l'hindouisme dont l'influence fut évidente dans les domaines de la politique, de l'administration publique et de l'éducation aussi bien que de la religion.

## Biographie

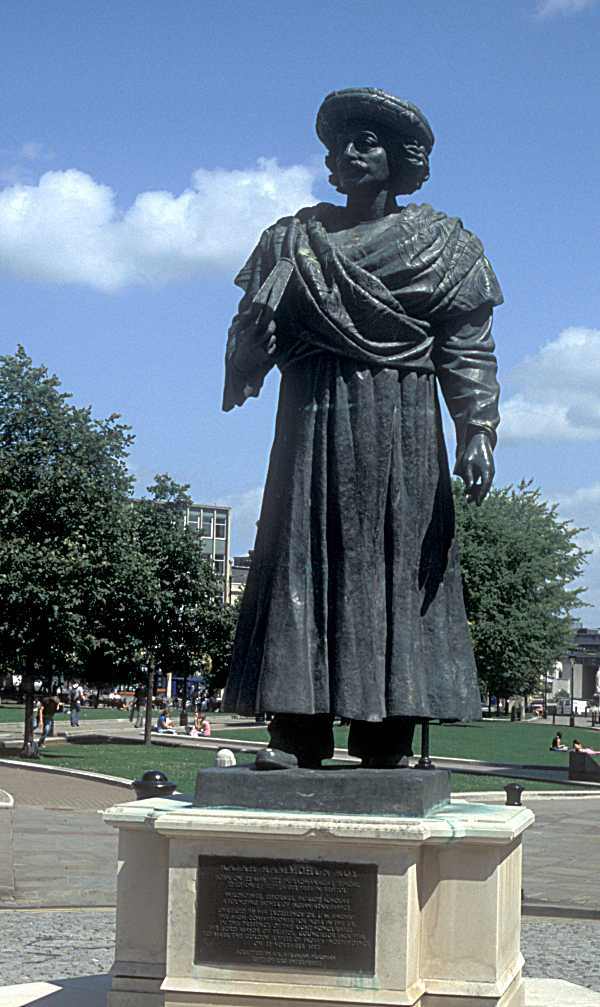
Statue du réformateur indien Râm Mohan Roy mort à Bristol en Angleterre.

Dans l'histoire de la réforme sociale en Inde, Râm Mohan Roy est crédité pour la condamnation de la satî, l'immolation des veuves et la mise en évidence que la polygamie, bien qu'extrêmement répandue à son époque, était en fait contraire au droit hindou, en n'envisageant une deuxième épouse, sous l'autorité des sages hindous, que dans des circonstances très particulières (par exemple si une femme est stérile ou est atteinte d'une maladie incurable).
Pour les réformes sociales, légales et religieuses qu'il préconise, Roy est toujours guidé par des considérations humanitaires. Il s'efforce de prouver qu'il n'œuvre pas à détruire les meilleures traditions indiennes, mais qu'au contraire, il veut les purifier des impuretés qu'elles ont accumulées au cours du temps. Il se place ainsi toujours sous l'autorité des Veda, des Upanishads et des Brahmasūtra et condamne l'idolâtrie de façon très virulente. Il affirme que, selon les écritures hindouistes, le meilleur moyen d'atteindre la félicité est la contemplation spirituelle et le culte de l'Être Suprême, les rites sacrificiels restant réservés aux dévots de moindre évolution spirituelle.
En 1831, Râm Mohan Roy se rend au Royaume-Uni comme ambassadeur de l'empereur moghol Muhammad Akbar Shâh. À cette occasion, il visite aussi la France. Il meurt à Stapleton près de Bristol en 1833 où il est enterré dans le cimetière d'Arno's Vale. En 1997, une statue est érigée en son souvenir dans le centre de Bristol.
Peu après la mort de Râm Mohan Roy, le Brahmo Samaj se partage en deux groupes en raison de différents idéologiques parmi ses chefs. Debendranath Tagore devient le chef du Adi Brahmo Samaj et Keshab Chandar Sen celui du Brahmo Samaj of India. Cependant, aucun des deux groupes ne parvient à obtenir une large audience et leur influence devient confidentielle. Malgré cela, le Brahmo Samaj annonce le début d'une renaissance de l'hindouisme, préparant le terrain pour d'autres mouvements.